# Národní úřad pro oceán a atmosféru
Národní úřad pro oceán a atmosféru (anglicky National Oceanic and Atmospheric Administration, NOAA) je vědecká vládní agentura Ministerstva obchodu Spojených států amerických zaměřená na oceány a atmosféru. Agentura nejen varuje před nebezpečným počasím, mapujíc moře a oblohu, ale také radí, jak využívat a chránit oceány a atmosféru jako přírodní zdroje. V tomto směru provádí mnoho výzkumných prací, výzkumných projektů a programů vedoucích k porozumění a lepšímu spravování těchto přírodních zdrojů.

## Vize, poslání a cíle
Dlouhodobou vizí NOAA je informovaná společnost, která využívá svých obsáhlých znalostí o postavení oceánů, pobřeží a atmosféry v globálním ekosystému, tak aby mohla vždy učinit nejlepší možná sociální a hospodářská rozhodnutí. Agenturou stanovené mise mají za úkol porozumět změnám a předpovídat změny životního prostředí Země, zachovávat a spravovat pobřežní a mořské zdroje, aby byly v souladu s národními potřebami hospodářství a společnosti.
Na podporu svých vizí si vytyčila NOAA čtyři jasné cíle, které se zaměřují na ekosystémy, klima, počasí a vodstvo; obchod a přepravu:
- Zajištění trvalého využití zdrojů a rovnováhu protikladných potřeb pobřežních a mořských ekosystémů, připouštějící jak potřeby lidí tak přírody.
- Porozumění změnám podnebí, což by mělo zahrnovat, jak globální změny a jev El Niño, aby byla řádně zajištěna možnost plánovat a reagovat.
- Poskytování dat a předpovědi pro počasí a významné události spojené s oběhem vody, které zahrnují bouře, sucha i povodně.
- Poskytování informací o počasí, klimatu a ekosystémech, aby byla zajištěna bezpečná, činná a ekologická přeprava jednotlivců i společností.

## Historie a struktura organizace
NOAA byla vytvořena 3. října 1970, poté co Richard Nixon navrhl vytvoření nového odboru ministerstva, které by sloužilo národním zájmům: „…v lepší ochraně lidských životů a majetku před přírodními hazardy… k lepšímu porozumění životnímu prostředí… ve výzkumu a rozvoji vedoucímu k inteligentnímu využití našich mořských zdrojů…“
NOAA vznikla spojením tří již existujících agentur, které patřily k nejstarším agenturám Federální vlády. Byly to: United States Coast and Geodetic Survey vytvořená roku 1807, Weather Bureau vytvořená roku 1870 a Bureau of Commercial Fisheries vytvořená 1871. NOAA byla začleněna Reorganizačním plánem číslo 4 z roku 1970 do Ministerstva obchodu Spojených států amerických. Na úkolech NOAA pracuje jejích šest složek (kromě toho NOAA pracuje na dalších úkolech ve speciálně vyčleněných programových složkách):
- The National Weather Service
- The National Ocean Service
- The National Marine Fisheries Service
- The National Environmental Satellite, Data and Information Service
- NOAA Research
- Program Planning and Integration

Dále je ve službách NOAA nejmenší uniformovaný sbor Spojených států – NOAA Corps, což je uniformovaný neozbrojený sbor, který se podobně jako jiné uniformované složky řídí vojenskými zákony. Lidé z této složky slouží na lodích a letadlech, ale slouží i na jiných postech agentury.

## Galerie

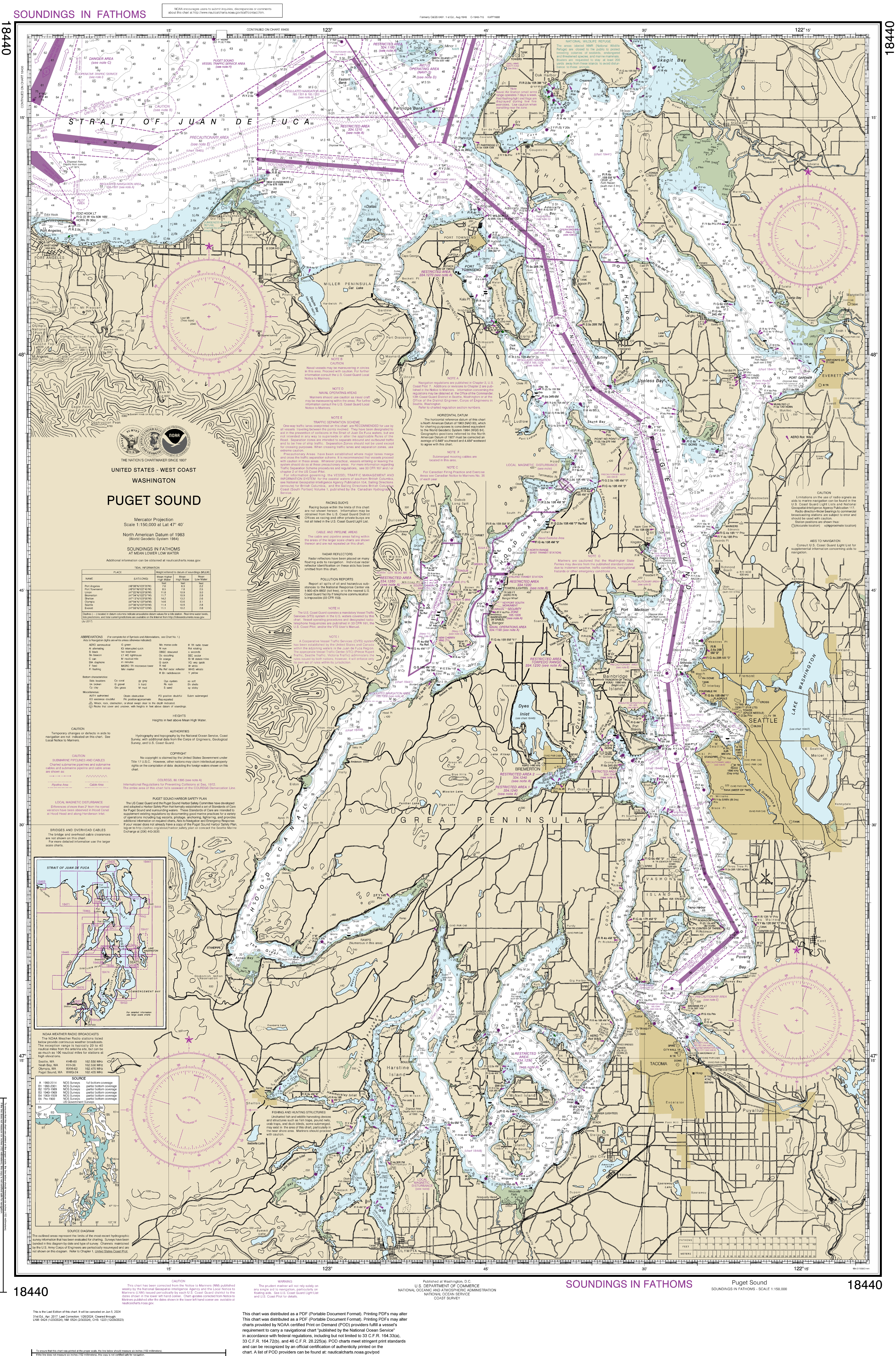
Námořní mapa Pugetova zálivu vytvořená NOAA